# Esquí alpí als Jocs Olímpics d'hivern de 1956
Als Jocs Olímpics d'Hivern de 1956 celebrats a la ciutat de Cortina d'Ampezzo (Itàlia) es disputaren sis proves d'esquí alpí, tres en categoria masculina i tres més en categoria femenina. En aquesta edició, disputada entre els dies 27 i 3 de febrer de 1956 a les instal·lacions de Cortina d'Ampezzo.
Els resultats d'aquestes proves foren considerats, així mateix, vàlids per al Campionat del Món d'esquí alpí.

## Resum de medalles

### Categoria masculina
| Prova                  | Or          | Argent          | Bronze          |
| Descens Detalls        | Toni Sailer | Raymond Fellay  | Anderl Molterer |
| Eslàlom gegant Detalls | Toni Sailer | Anderl Molterer | Walter Schuster |
| Eslàlom Detalls        | Toni Sailer | Chiharu Igaya   | Stig Sollander  |

### Categoria femenina
| Prova                  | Or                | Argent        | Bronze             |
| Descens Detalls        | Madeleine Berthod | Frieda Dänzer | Lucille Wheeler    |
| Eslàlom gegant Detalls | Ossi Reichert     | Putzi Frandl  | Thea Hochleitner   |
| Eslàlom Detalls        | Renée Colliard    | Regina Schöpf | Ievguénia Sídorova |

## Medaller
| Posició | País           | Or | Argent | Bronze | Total |
| 1       | Àustria        | 3  | 3      | 3      | 9     |
| 2       | Suïssa         | 2  | 2      | 0      | 4     |
| 3       | Alemanya       | 1  | 0      | 0      | 1     |
| 4       | Japó           | 0  | 1      | 0      | 1     |
| 5       | Canadà         | 0  | 0      | 1      | 1     |
| 5       | Suècia         | 0  | 0      | 1      | 1     |
| 5       | Unió Soviètica | 0  | 0      | 1      | 1     |
|         |                |    |        |        |       |
| Total   | Total          | 6  | 6      | 6      | 18    |